# Janez Jenko (duhovnik)
Janez (Ivan) Jenko, slovenski duhovnik, * 22. junij 1906, Ljubljana, † neznano 1945.

## Življenje
Rodil se je očetu pekovskemu mojstru na Gosposvetski cesti, sestra je vstopila v karmeličanski samostan. Po maturi na klasični gimnaziji je vstopil v ljubljansko bogoslovje. 29. junija 1929 je prejel mašniško posvečenje in leta 1930 začel delo kot kaplan v Sodražici. Leta 1933 je bil prestavljen v Dobrepolje, nato pa še istega leta kot prvi kaplan v Žužemberk, kjer je ostal do druge svetovne vojne. Junija 1942 se je zaradi komunistične revolucije umaknil v Ljubljano, vendar je ostal v stiku z župnikom in dekanom Karlom Gnidovcem. Jeseni 1943 je začel pomagati ustanovljenemu domobranstvu, leta 1944 je bil imenovan za vojaškega kurata. Maja 1945 je bil med zajetimi na vlaku, s katerim so domobranci iz Ljubljane evakuirali vojne ranjence. Partizani so vlak zajeli pri Radovljici, ga nato premikali do Jesenic in do Blejske Dobrave, nato pa čez nekaj dni v Ljubljano (Moste) in potem do Vižmarij. Janeza Jenka so zadnjič videli julija 1945 v zavodu sv. Stanislava, ki je po koncu vojne postal koncentracijsko taborišče, od koder so jetnike odvažali na morišča. Nekdo je zapisal, da je bil kurat Jenko med žrtvami, ki so jih umorili v Kočevskem rogu.